# Thermohumectographe
 (mars 2023).
Si vous disposez d'ouvrages ou d'articles de référence ou si vous connaissez des sites web de qualité traitant du thème abordé ici, merci de compléter l'article en donnant les références utiles à sa vérifiabilité et en les liant à la section « Notes et références ».
 (mars 2023).
Un thermohumectographe est un appareil spécifique à l'agriculture : il indique les périodes pendant lesquelles la végétation est couverte de rosée, donc sensible à certaines maladies cryptogamiques (exemple : tavelure sur pommier).
Il est muni d'une bandelette de papier spécial qui simule le comportement du végétal vis-à-vis de la condensation. La longueur du capteur varie avec son degré d'humectage. Les résultats, enregistrés simultanément avec la température, aboutissent à l'établissement d'un indice de risque défini par des modélisations préétablies.